# Distrito fitogeográfico chaqueño occidental

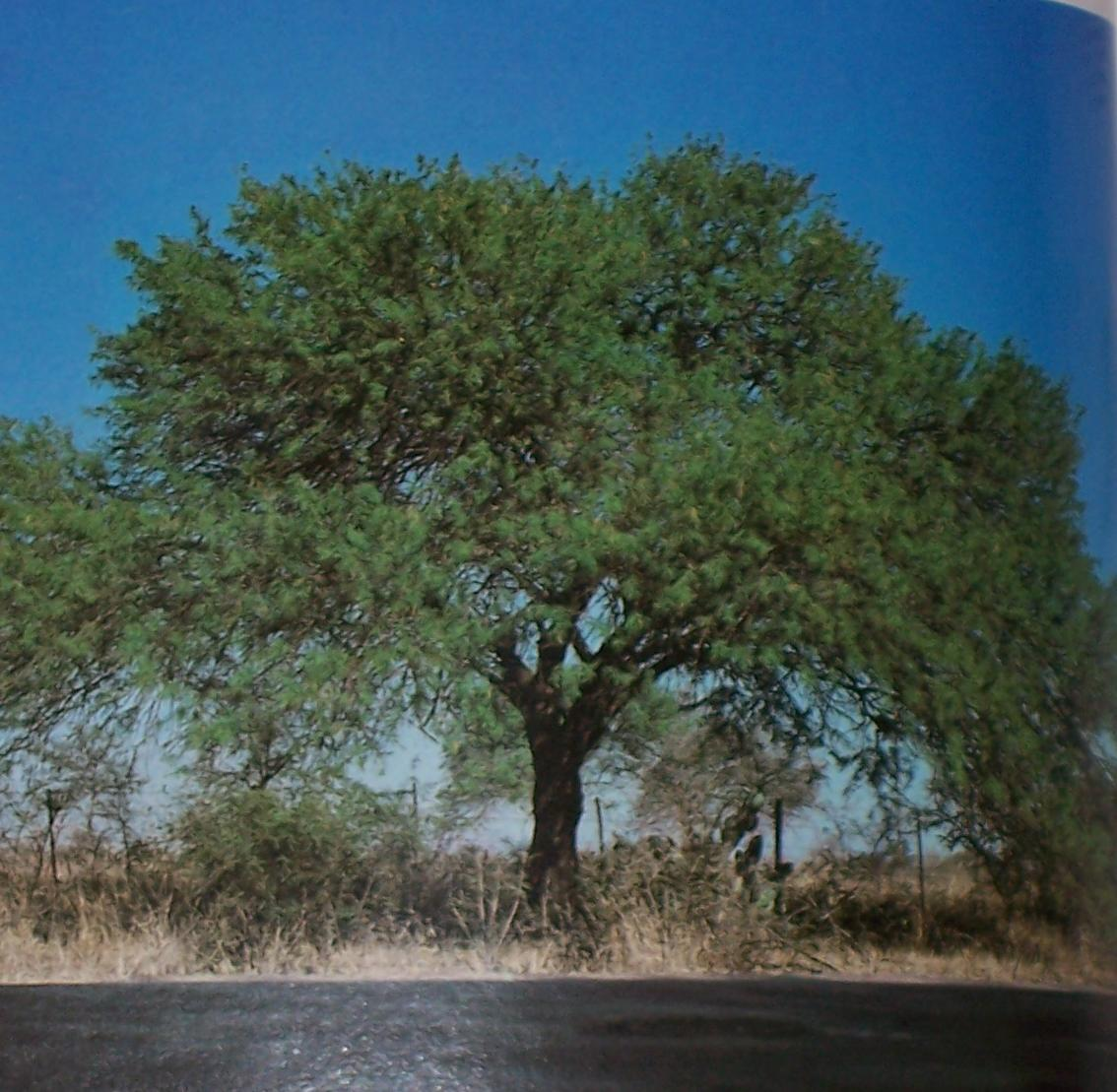
El algarrobo negro.

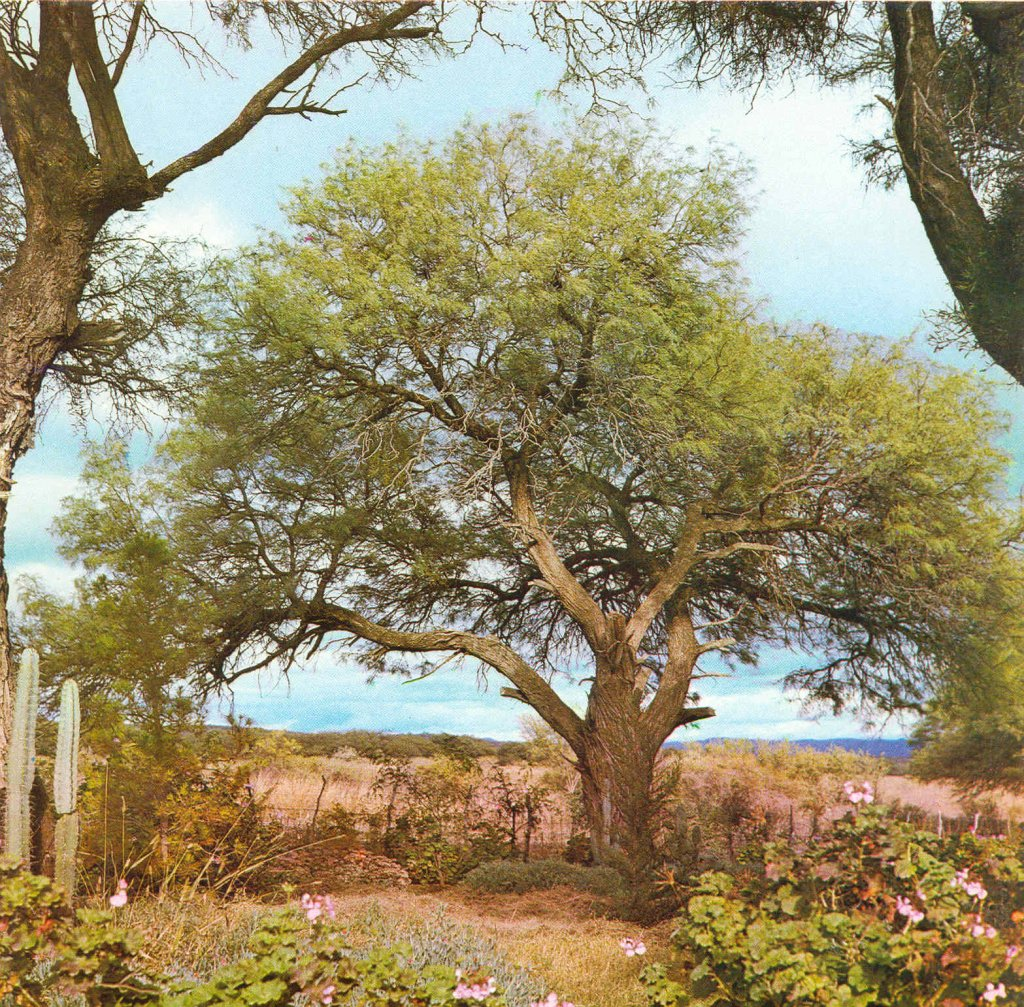
El algarrobo blanco.

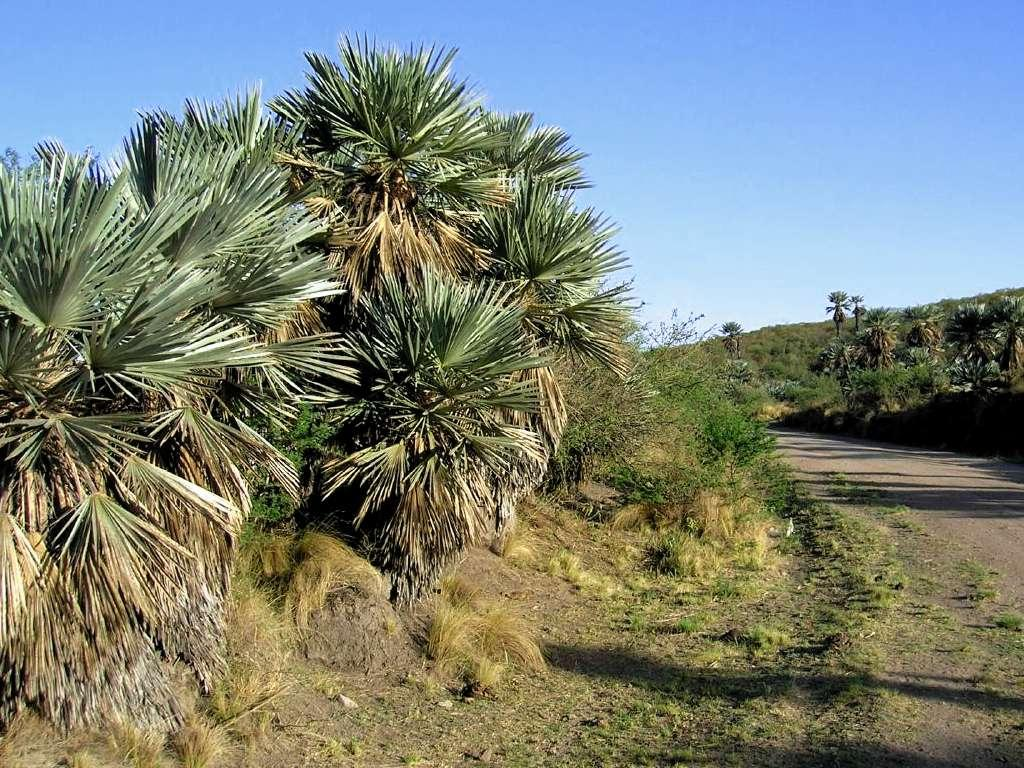
La palmera caranday.

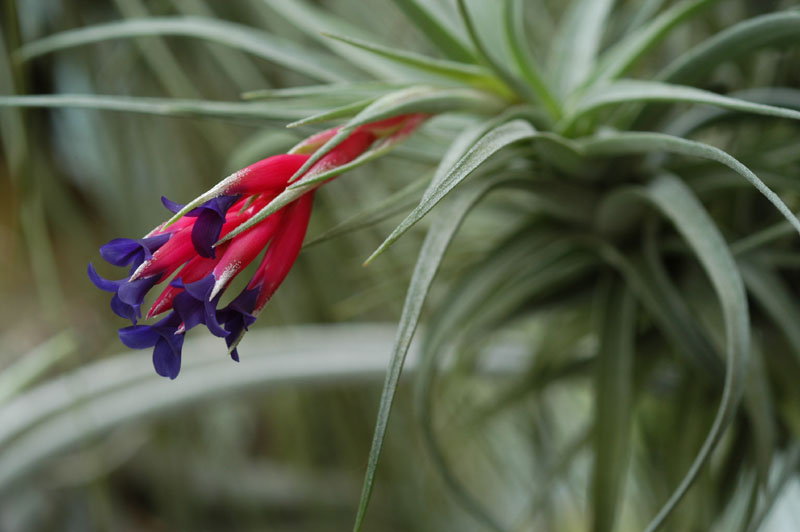
El clavel del aire más común del distrito.

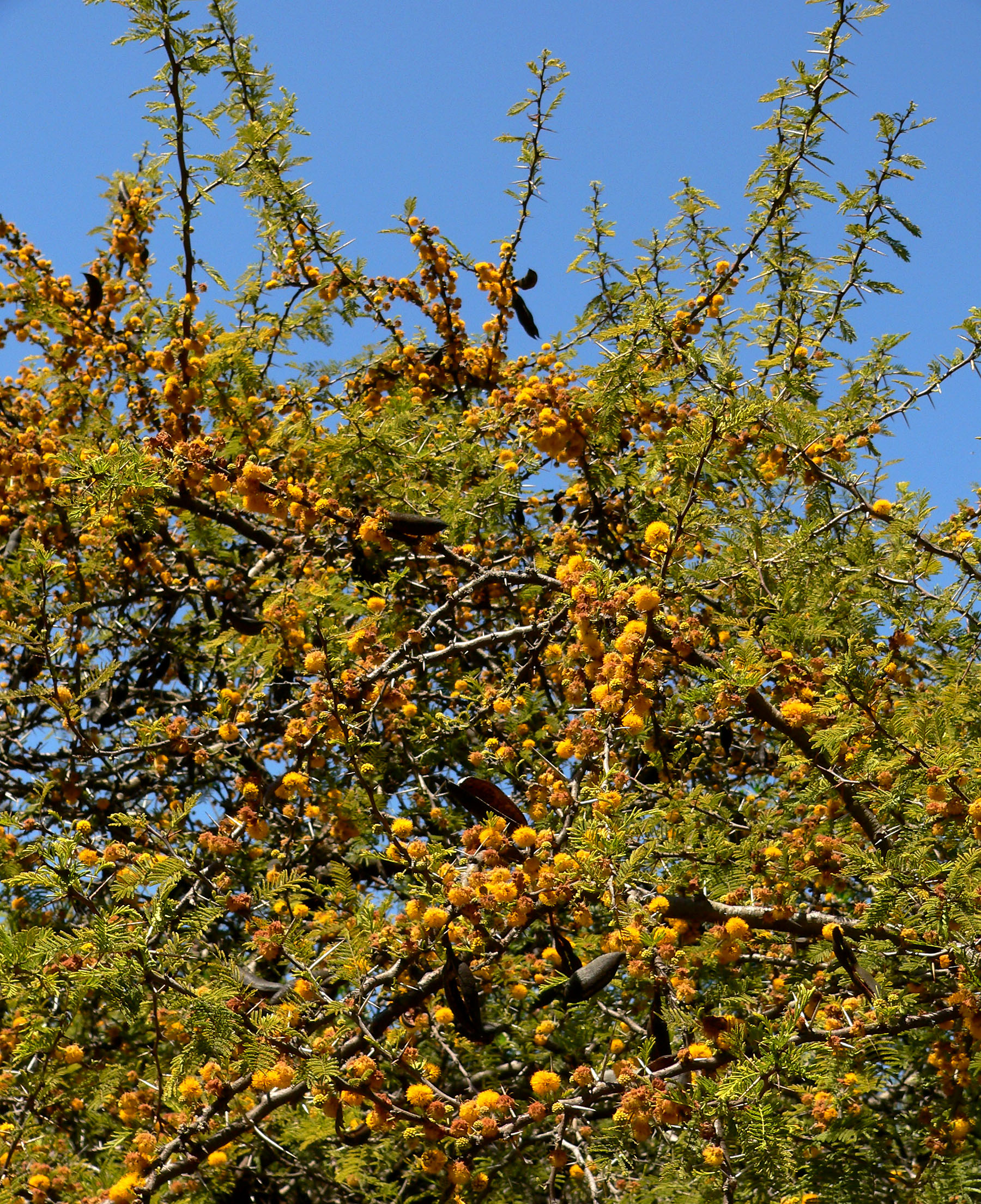
El espinillo.

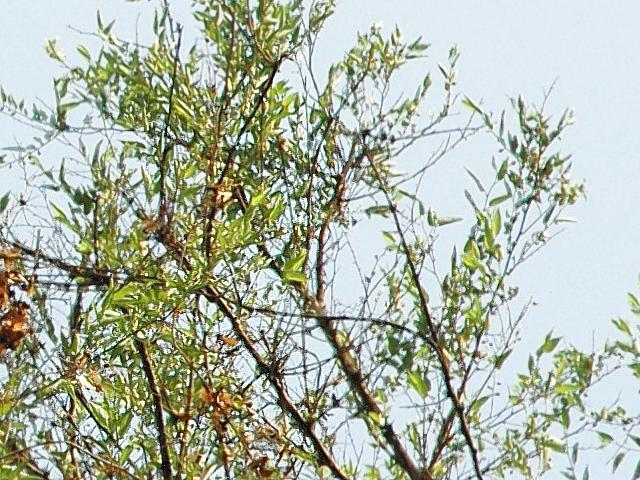
El tala.

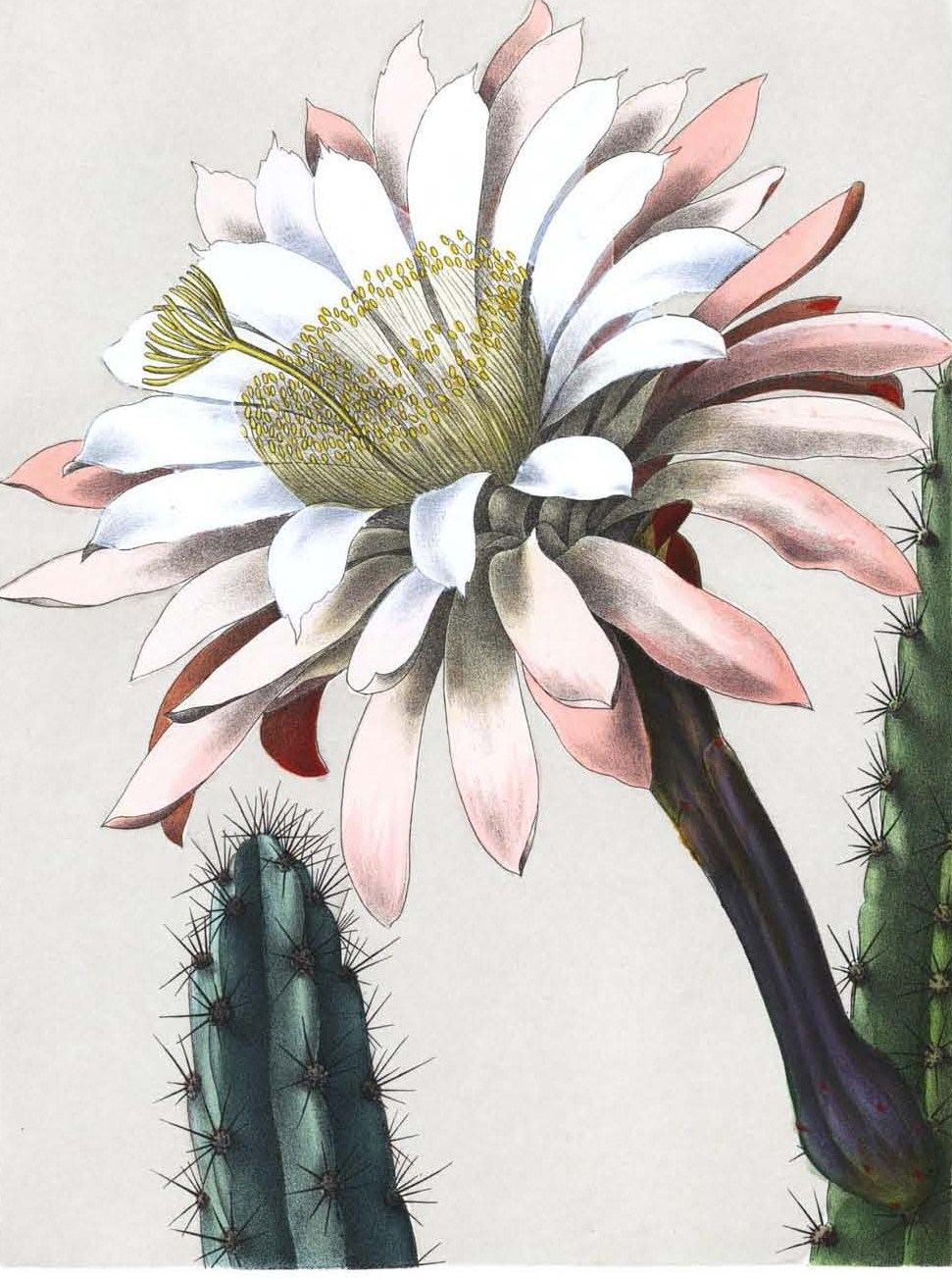
El cardoncito.

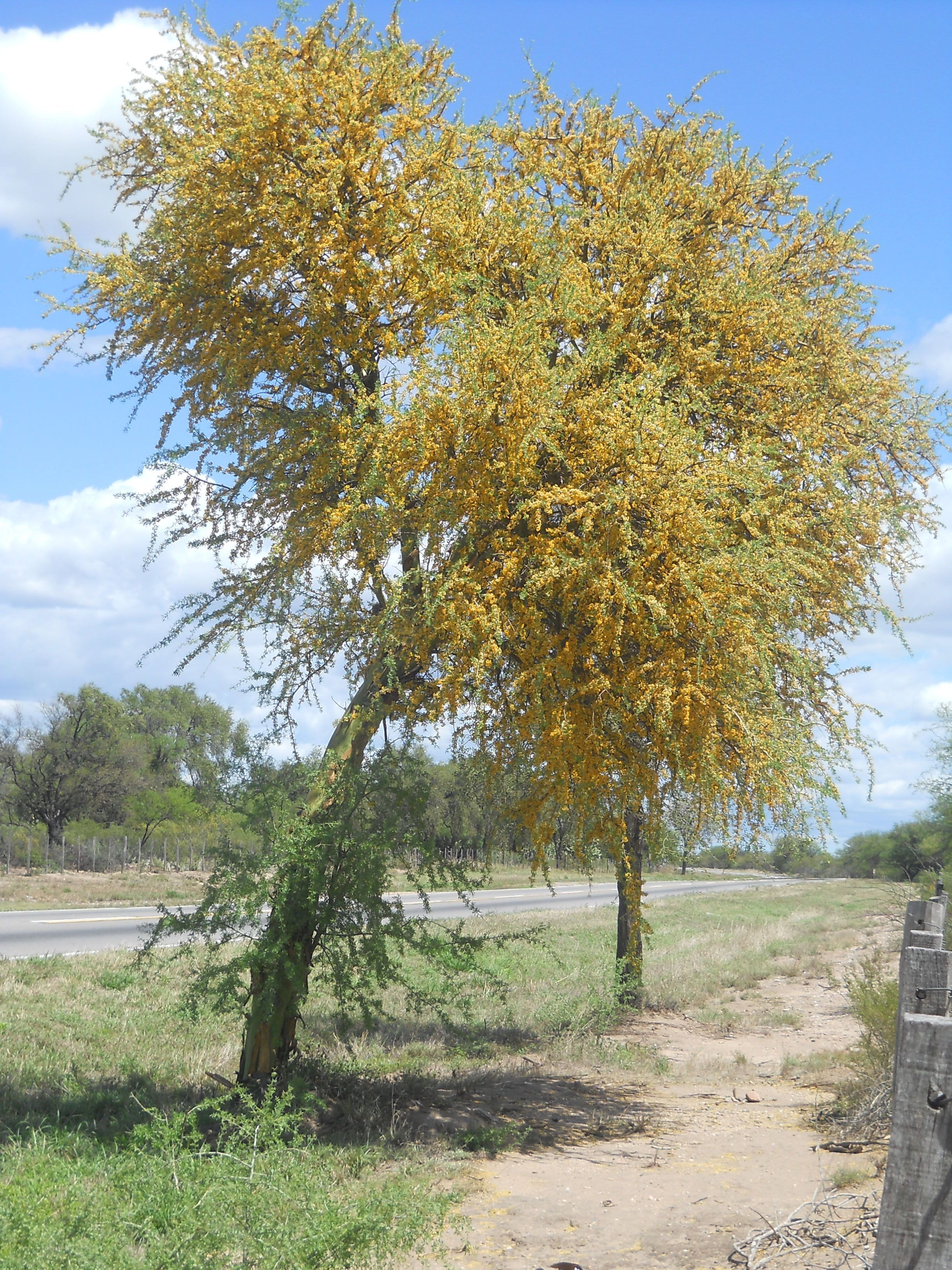
El Chañar.

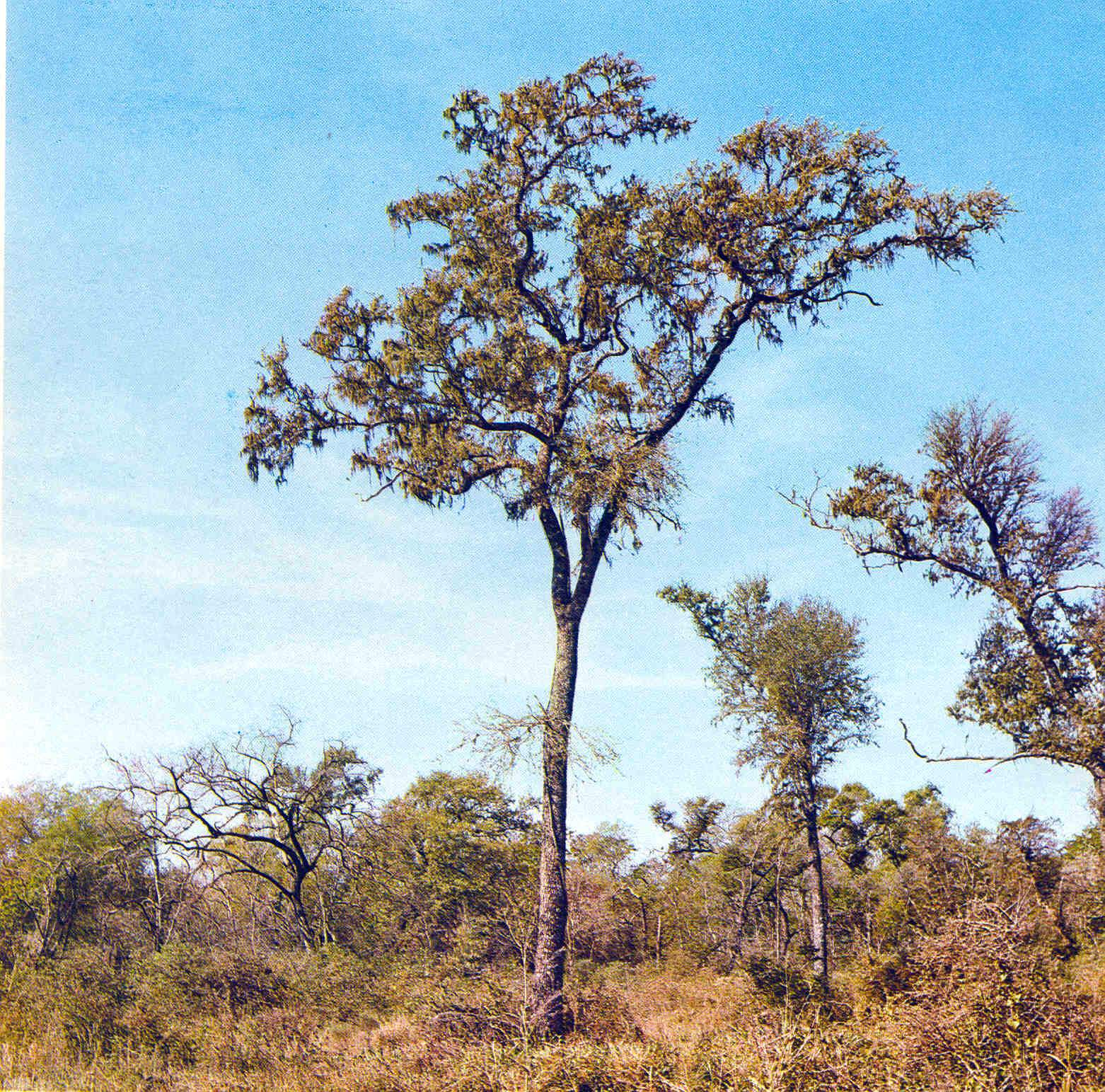
El quebracho colorado chaqueño, una especie arbórea típica del chaco húmedo que se hace presente también en este distrito, pero solo en muy bajo número.

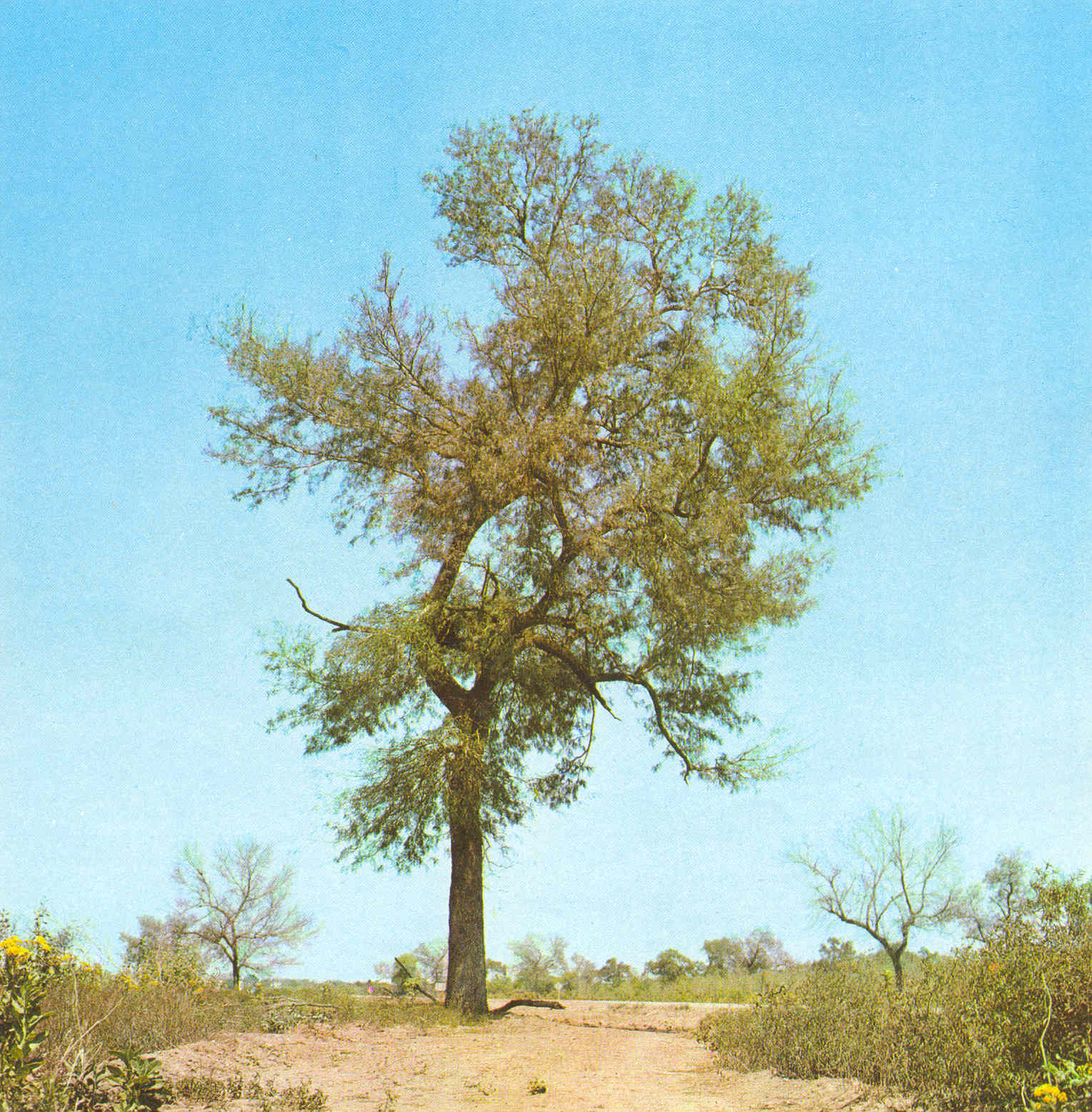
El quebracho colorado santiagueño, es una especie arbórea endémica de este distrito fitogeográfico.

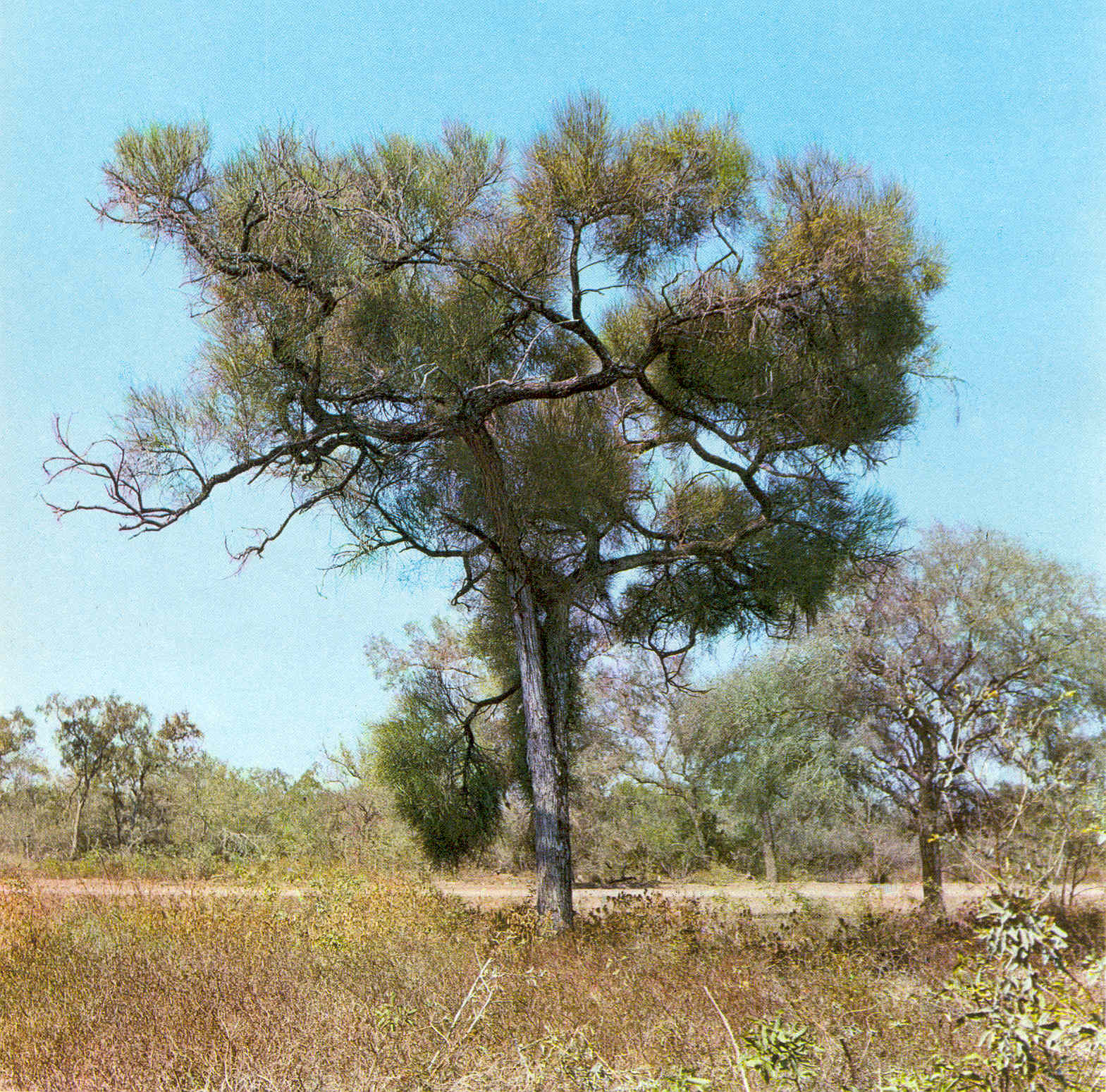
El itín, una especie arbórea típica del chaco húmedo que se hace presente también en este distrito, pero solo en muy bajo número.

El distrito fitogeográfico chaqueño occidental, también llamado distrito fitogeográfico chaqueño semiárido es uno de los distritos fitogeográficos en que se divide la provincia fitogeográfica chaqueña. Se encuentra en la región subtropical del centro de América del Sur. Incluye formaciones de bosques xerófilos, sabanas, con comunidades edáficas características en los salares, humedales, etc.

## Sinonimia
Este distrito fitogeográfico también es reconocido como: Chaco leñoso, Chaco semiárido; y en relación con el contexto de la provincia fitogeográfica como: Formación del Chaco, Parque Chaqueño, Formación Chaqueña, Bosques y sabanas subtropicales, Chaco, Selvas y sabanas del Chaco, Bosque Chaqueño, Provincia Chaqueña, Región del Chaco, etc.

## Distribución
Según la clasificación de Ángel Lulio Cabrera, este distrito fitogeográfico se ubica en el centro de América del Sur, y comprende sectores del sudeste de Bolivia; el oeste de Paraguay ; y en la Argentina en las provincias de: Formosa, Chaco —ambas en su mitad oeste—, casi todo Santiago del Estero, el extremo noroeste de Santa Fe, partes orientales de las provincias de Jujuy, Salta, Tucumán, el este de Catamarca hasta el norte del departamento La Paz, y finalmente el extremo norte de Córdoba. 
La altitud va desde 40 m s. n. m. hasta los 500 m s. n. m.

## Afinidades florísticas
Este distrito fitogeográfico guarda estrecha relación con el distrito fitogeográfico chaqueño árido y el distrito fitogeográfico chaqueño serrano, ambos de la misma provincia fitogeográfica, son ellos los que lo reemplazan en sectores más áridos y a mayor altitud, respectivamente. También se relaciona con el distrito fitogeográfico del monte de sierras y bolsones de la provincia fitogeográfica del monte, con el distrito fitogeográfico del algarrobo de la provincia fitogeográfica del espinal, y con la provincia fitogeográfica prepuneña. Los sectores más occidentales del distrito incorporan algunas especies del distrito fitogeográfico de la selva pedemontana de la provincia fitogeográfica de las yungas.

## Características
El bosque chaqueño en este distrito fitogeográfico se caracteriza por alcanzar su mayor expresión en relación con la extensión y continuidad espacial de la masa boscosa, en especial en el área ocupada por el denominado impenetrable, en una subregión del distrito fitogeográfico, la de los depósitos del río Juramento. 
El bosque está dominado por especies xerófilas caducifolias o semi-caducifolias, adaptadas a las importantes fluctuaciones de disponibilidad hídrica como a las variaciones térmicas estacionales, y a la herbivoría de la fauna nativa como doméstica.

## Suelos
Los suelos se presentan profundos, compuestos por materiales finos de tipo loéssico, como resultado de los aportes eólicos, junto a los de origen aluvial y fluvial, vinculados al gran aporte de materiales provenientes del sector montañoso andino. Estos sedimentos externos fueron rellenando la gran fosa tectónica chaco-pampeana.
Hacia el norte son más o menos evolucionados, ricos en nutrientes minerales y de textura fina a media. Hacia el sur predominan suelos arenosos con escaso contenido de materia orgánica. 
En todo el Distrito fitogeográfico la salinidad está casi siempre presente en alguna capa o napa del suelo, y a veces se manifiesta desde la superficie generando sectores ocupados por salinas.

## Relieve
El relieve de este distrito fitogeográfico se presenta como una vasta llanura casi perfecta, prácticamente plana en su totalidad, sin que nada interrumpa el horizonte, con un muy leve incremento altitudinal desde el este hacia el oeste.
En las montañas al oeste del distrito fitogeográfico, nacen y se alimentan las cuencas hidrográficas de sus grandes ríos: el Pilcomayo, el Bermejo, el Juramento, y el Dulce, que recorren la región sin recibir de ella algún aporte hídrico.

## Clima
Por su vasta extensión este Distrito fitogeográfico está afectado por suaves gradientes de precipitación, la cual es marcadamente estival, desde unos 500 mm anuales en el sudoeste y el centro, hasta los 800 mm en los sectores nororiental y noroccidental como en la "Dorsal Agrícola" de la provincia del Chaco y en el "Umbral al Chaco" en la provincia de Salta, respectivamente.
El clima térmico es continental, Semitropical continental en el norte y Subtropical continental hacia el sur. La temperatura media anual supera los 25 °C en su extremo norte, mientras que en su sector austral es algo más de 18 °C.
Incluye las regiones que presentan las máximas temperaturas absolutas de América del Sur, alrededor de 49 °C. 

## Especies vegetales características
La comunidad climáxica de este distrito, el bosque de quebracho colorado santiagueño y quebracho blanco, ha sido sumamente modificada, por lo cual son contados los relíctos aún prístinos.
Las gramíneas, que cubrían algunas áreas han sido reemplazadas por arbustos espinosos, como la tusca, el chañar y el vinal, a causa del intenso pastoreo del ganado.
Las especies principales en cada estrato son:
Estrato emergenteEn este estrato crecen los árboles más grandes y altos, cuyos ejemplares tienen una altura de entre 15 y 25 metros (con especies que pueden alcanzar los 30 metros de altura) y son de importante y alto valor por sus maderas duras y resistentes, que las convirtió en las especies maderables más importantes de la región. Aquí destaca el quebracho colorado santiagueño (Schinopsis lorentzii), que remplaza al quebracho colorado chaqueño de más al este húmedo en estas condiciones más subhúmedas y estacionales, y que al igual que su primo hermano oriental, fue fuertemente explotado por su madera de alta calidad, aunque aún quedan más grandes relictos de este último. También se encuentran el quebracho blanco (Aspidosperma quebracho-blanco), típico de todos los distritos de la provincia fitogeográfica, el palo borracho blanco o yuchán (Ceiba chodatii) pariente de los baobabs africanos que también aquí remplaza a su primo hermano conocido como palo borracho rosado de montes menos estacionales; el guayacán (Caesalpinia paraguariensis), el palo santo (Bulnesia sarmientoi), el guaraniná (Sideroxylon obtusifolium), etc.
El doselCon una altura de entre 10 metros, en el dosel destacan muchas especies del género de los algarrobos, entre los más abundantes están el algarrobo negro (Prosopis nigra), el algarrobo blanco (Prosopis alba), el itín (Prosopis kuntzei), el vinal (Prosopis ruscifolia), y otras especies como el lapacho amarillo chaqueño llamado comúnmente palo cruz (Tabebuia nodosa), el mistol (Sarcomphalus mistol), el chañar (Geoffroea decorticans), la tusca (Acacia aroma), la brea (Parkinsonia praecox), el cardón moro, una cactácea arbórea de hasta 12 metros de alto (Stetsonia coryne); el sacha membrillo (Ruprechtia triflor), el sacha pera (Acanthosyris falcata), el tala (Celtis ehrenbergiana), el molle (Schinus longifolius), el garabato (Acacia praecox), el palo tinta (Achatocarpus praecox), etc.
Estrato intermedioDe hasta 5 metros de altura, el estrato se presenta con algunas especies de cactáceas de porte arbóreo como el quimil (Opuntia quimilo) y el ucle (Cereus forbesii); árboles bajos como el espinillo (Acacia caven), el sombra de toro (Jodina rhombifolia), el ancoche (Vallesia glabra), el ciruelillo o albaricoque (Ximenia americana), las palmeras caranday o carandillas común (Trithrinax campestris) y chaqueña (Trithrinax schizophylla), etc.
Estrato arbustivo o sotobosqueEntre los arbustos más frecuentes encontramos el garabato hembra (Mimosa detinens), el garabato macho (Acacia furcatispina), el mistol del zorro (Castela coccinea), el piquillín (Condalia microphylla), el jaboncillo (Porlieria microphylla), el tala churqui (Celtis chichape), el abriboca (Maytenus spinosa), el shinqui (Mimosa farinosa), diversas especies de chilcas (Baccharis), muchas especies de cactáceas, entre ellas las tunas (Opuntia) como el quiscaloro (Opuntia sulphurea), el cardoncito (Cereus aethiops), la cola de zorro (Cleistocactus baumani), Harrisia pomanensis, también la tramontana (Ephedra triandra), la hediondilla (Cestrum parqui), el ancoche (Vallesia glabra), la jarilla (Larrea divaricata), la jarilla negra (Bulnesia foliosa), el jaboncillo (Bulnesia bonariensis), la lagaña de perro (Caesalpinia gilliesii), la picanilla (Senna aphylla), el tintitaco (Prosopis torquata), etc.
Estrato herbáceoAbundan las grandes bromeliáceas terrestres, destacando el chaguar (Bromelia hieronymi); y las gramíneas de alto porte, como el camalote (Digitaria insularis), el pasto plateado (Digitaria californica), el pasto crespo (Trichloris pluriflora), las cola de zorro (Setaria macrostachya y Setaria leucopila), el sorguillo (Gouinia latifolia), la gramilla (Cynodon dactylon); también Justicia escuarrosa, la yerba de lucero (Hyptis mutabilis), el tinajero (Croton sarcopethalus), la afata (Malvastrum coromandelianum), etc.
Estrato epifítico y muscinalNumerosas especies epifitas medran entre las ramas tapizadas de líquenes, entre estas destacan: cactáceas (Rhipsalis), helechos, varias especies de claveles del aire como Tillandsia duratii, algunas orquídeas del género Cyrtopodium, lorantáceas, Usnea barbata, etc.
Estrato escandenteSobre las ramas de los árboles penden enredaderas, y lianas, entre las especies más frecuentes encontramos a diversas especies de pasionarias y la zarzaparrilla blanca, etc.

### Comunidades edáficas
Hay dos comunidades vegetales edáficas características; estas son: 
Bosques ribereñosLo conforman distintas especies de leguminosas mimosoideas espinosas, en donde generalmente domina la tusca (Acacia aroma).
Bosquecillos marginalesEsta comunidad se ubica sobre las terrazas bajas aledañas a los ríos. Está constituida por arbolitos y arbustos, con predominio del sauce criollo (Salix humboldtiana), el aliso de río (Tessaria integrifolia),Tessaria dodoneaefolia, Tessaria absinthioides, Baccharis salicifolia, etc.
AbrasEn las abras inducidas generalmente por demontes o fuego se presentan altas sabanas subserales con una flora rica en gramíneasde alto porte, malváceas, solanáceas, compuestas, etc. Entre las diversas especies, destacan: Trichloris pluriflora, Pappophorum alopecuroideum, Aristida mendocina, Gouinia latifolia, varias Setaria, Schizachyrium), flechillas (Stipa), etc.
Pajonales higrófilosEn los pajonales que sufren frecuentes inundaciones, dominan altas gramíneas higrófilas del género Panicum, destacando la paja de techar (Panicum prionitis); y si son aguas algo salobres y en el sector norte, se presentan bosques monoespecíficos de la palma blanca (Copernicia alba).
Estepas halófilasSe vinculan a los salares. Predominan las quenopodiáceas crasas, y cactáceas, especialmente el cardón (Stetsonia coryne).

## Subdistritos fitogeográficos
A este Distrito fitogeográfico es posible subdividirlo en varios subdistritos fitogeográficos, algunos de carácter edáfico.
Sector oriental de la cuenca del Itiyuro
Oeste de la baja cuenca del río Pilcomayo
Interfluvio Bermejo-Pilcomayo
Oeste de la baja cuenca del río Bermejo
Depósitos del río Juramento
Antiguos cauces
Valle del río Juramento-Salado
Interfluvio Juramento-Dulce y sur del río Dulce
Valle del río Dulce